# Myrmecocystus pyramicus
Myrmecocystus pyramicus is een mierensoort uit de onderfamilie van de schubmieren (Formicinae). De wetenschappelijke naam van de soort is voor het eerst geldig gepubliceerd in 1951 door Smith, M.R..